# Eunidia cylindrica
Eunidia cylindrica är en skalbaggsart som beskrevs av Stefan von Breuning 1939. Eunidia cylindrica ingår i släktet Eunidia och familjen långhorningar.
Artens utbredningsområde är Kenya. Inga underarter finns listade i Catalogue of Life.